# Улица Шевченко (Атырау)
Улица Тараса Шевченко (каз. Тарас Шевченко көшесі) — одна из основных улиц исторического района Старый Гурьев в центральной части казахстанского города Атырау. Улица проходит через кварталы сохранившейся дореволюционной застройки, на ней расположено несколько памятников архитектуры.

## География
Улица Шевченко начинается от набережной реки Урал на улице Айтеке би и проходит с северо-востока на юго-запад параллельно улице Жарбосынова, пересекая улицы Балгимбаева и Исенова. Заканчивается тупиком во дворах за улицей Пушкина.

## История
До революции западное окончание современной улицы Шевченко было площадью и носило название Стрелецкой. В советское время улица получила имя украинского писателя Тараса Шевченко, отбывавшего ссылку на западе Казахстана и посещавшего Гурьев в 1850 году. В отличие от других улиц Старого Гурьева, она сохранила советское название и в период независимости Казахстана.

## Застройка
- дом 17 — двухэтажное кирпичное здание Гурьевского общества трезвости (основано в 1892 году)

По результатам обследования, проведённого Центром исследования историко-культурного наследия летом 2023 года, в скором времени статус памятников истории и культуры Казахстана местного значения получат три дореволюционные постройки на улице Шевченко (№№ 7, 15, 17).

## Транспорт
По улице Шевченко движения городского общественного транспорта нет. Ближайшая автобусная остановка «Городской парк» расположена на перпендикулярной улице Пушкина в 70 метрах от западного окончания улицы Шевченко.